# Anderson Treminio
Anderson Josué Treminio Hulse (ur. 17 kwietnia 1998 w Bluefields) – nikaraguański piłkarz występujący na pozycji napastnika, reprezentant Nikaragui, od 2024 roku zawodnik Diriangén.